# 弗朗西斯科·拉蒙
弗朗西斯科·拉蒙（義大利語：Francesco Lamon，1994年2月5日—）是一名意大利男子职业场地和公路自行车运动员，2020年开始效力于Biesse Arvedi车队。他曾参加2016年夏季奥林匹克运动会男子团体追逐赛，结果获得第6名。一年后，他在2017年世界場地自由車錦標賽上获得男子团体追逐赛的铜牌。